# ニマン川
ニマン川（ニマンがわ、ロシア語: Ниман）は、ロシア連邦のハバロフスク地方及びアムール州を流れるブレヤ川の右支流の一つである。
満州語などのトゥングース語ではオロンキ川（Olongki bira）、漢語では斡倫奇河と呼ばれていた。

## 概要
ニマン川の長さは353㎞、流域面積は16,500㎢で、エソプ山を源流とする。
17世紀よりこの地方を支配するようになった清朝（ダイチン・グルン）の記録によると、黒竜江城より丸木舟で1ヶ月ほどでオロンキ川（ニマン川）とニオマン川（ブレヤ川）の合流地点に至ったという。17世紀後半には正黄旗蒙古都統ノミン・鑲紅旗蒙古副都統フワシャン・黒竜江副都統ナチンらによる調査が行われ、清朝作成の黒竜江流域地図（「ランタン地図」）にもオロンキ川の位置と名称が記されている。